# Boye (cràter)
Boye és un cràter d'impacte en el planeta Venus de 28 km de diàmetre. Porta el nom de Karin Boye (1900-1941), poetessa i novel·lista sueca, i el seu nom va ser aprovat per la Unió Astronòmica Internacional el 1994.